# 截角菱形三十面體

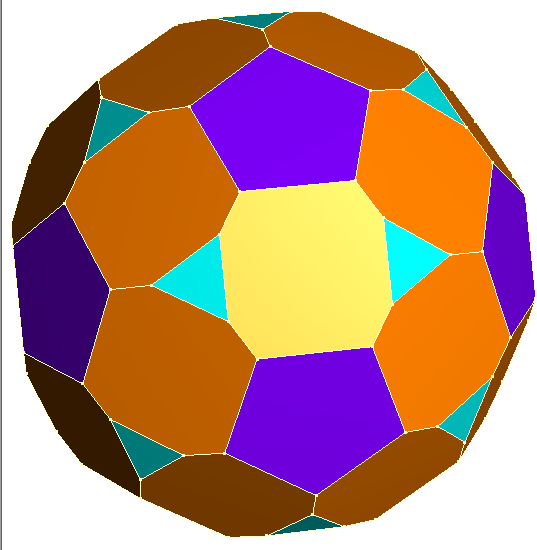
截角菱形三十面體

在幾何學中，截角菱形三十面體是一種凸多面體，可由菱形三十面體切去所有頂點構成，即康威變換之截角變換。其共有62個面、180 個邊以及120個頂點，其中62個面中包含由12個五邊形、30個八邊形組成以及20個三角形，其中12個五邊形及20個三角形皆為正多邊形，而30個八邊形不等邊也不等角但是是點對稱。

## 交錯截角菱形三十面體
交錯截角菱形三十面體是經過交錯截角變換構成的，即將其頂點不全部截掉，而是交錯截去，康威符號計為h，對於菱形三十面體會造成兩種結果：僅切去相鄰五個面的頂點以及僅切去相鄰三個面的頂點，前者為倒角二十面體、後者為倒角十二面體。